# Copa Libertadores 1967
Die Copa Libertadores 1967 war die achte Auflage des wichtigsten südamerikanischen Fußballwettbewerbs für Vereinsmannschaften. 20 Mannschaften nahmen teil. Es nahmen jeweils die Landesmeister der CONMEBOL-Länder und die Zweiten teil, beziehungsweise die Gewinner und Finalisten der Pokalwettbewerbe in Brasilien und Bolivien, da dort noch keine nationalen Meisterschaften ausgetragen wurden. Eine Ausnahme bildete Uruguay. Es nahm dabei nur der Gewinner der Meisterschaft teil, da CA Peñarol als Titelverteidiger automatisch qualifiziert war. Das Turnier begann am 11. Februar und endete am 29. August 1967 mit dem Final-Entscheidungsspiel. Der argentinische Vertreter Racing Club gewann das Finale gegen Nacional Montevideo und damit seinen ersten Titel in diesem Wettbewerb.

## 1. Gruppenphase

### Gruppe 1
| Pl. | Verein                    | Sp. | S | U | N | Tore    | Diff. | Punkte |
| --- | ------------------------- | --- | - | - | - | ------- | ----- | ------ |
| 1.  | Cruzeiro Belo Horizonte   | 8   | 7 | 1 | 0 | 022:600 | +16   | 15:10  |
| 2.  | Universitario de Deportes | 8   | 5 | 1 | 2 | 011:800 | +3    | 11:50  |
| 3.  | Sport Boys                | 8   | 2 | 1 | 5 | 010:110 | −1    | 05:11  |
| 4.  | Deportivo Galicia         | 8   | 2 | 1 | 5 | 005:100 | −5    | 05:11  |
| 5.  | Deportivo Italia          | 8   | 1 | 2 | 5 | 005:700 | −2    | 04:12  |
| 6.  | FC Santos*                | 0   | 0 | 0 | 0 | 000:000 | ±0    | 0:0    |

* Santos nahm nicht am Turnier teil, da sonst die Teilnahme am nationalen Pokal unmöglich gewesen wäre.

### Gruppe 2
| Pl. | Verein                 | Sp. | S | U | N | Tore    | Diff. | Punkte |
| --- | ---------------------- | --- | - | - | - | ------- | ----- | ------ |
| 1.  | Racing Club            | 10  | 8 | 1 | 1 | 029:700 | +22   | 17:30  |
| 2.  | River Plate            | 10  | 6 | 3 | 1 | 029:900 | +20   | 15:50  |
| 3.  | Independiente Santa Fe | 10  | 3 | 2 | 5 | 017:220 | −5    | 08:12  |
| 4.  | Club Bolívar           | 10  | 2 | 4 | 4 | 011:210 | −10   | 08:12  |
| 5.  | Independiente Medellín | 10  | 3 | 1 | 6 | 012:220 | −10   | 07:13  |
| 6.  | Club 31 de Octubre     | 10  | 2 | 1 | 7 | 012:290 | −17   | 05:15  |

### Gruppe 3
| Pl. | Verein                  | Sp. | S | U | N | Tore    | Diff. | Punkte |
| --- | ----------------------- | --- | - | - | - | ------- | ----- | ------ |
| 1.  | Nacional Montevideo     | 12  | 9 | 1 | 2 | 034:120 | +22   | 19:50  |
| 2.  | CSD Colo-Colo           | 12  | 7 | 1 | 4 | 030:280 | +2    | 15:90  |
| 3.  | CD Universidad Católica | 12  | 5 | 3 | 4 | 019:160 | +3    | 13:11  |
| 4.  | Club Guaraní            | 12  | 4 | 2 | 6 | 018:150 | +3    | 10:14  |
| 5.  | CS Emelec               | 12  | 4 | 1 | 7 | 016:240 | −8    | 09:15  |
| 6.  | Barcelona Sporting Club | 12  | 4 | 1 | 7 | 014:240 | −10   | 09:15  |
| 7.  | Club Cerro Porteño      | 12  | 4 | 1 | 7 | 014:260 | −12   | 09:15  |

## 2. Gruppenphase

### Gruppe 1
| Pl. | Verein                    | Sp. | S | U | N | Tore    | Diff. | Punkte |
| --- | ------------------------- | --- | - | - | - | ------- | ----- | ------ |
| 1.  | Racing Club               | 6   | 4 | 1 | 1 | 011:500 | +6    | 09:30  |
| 2.  | Universitario de Deportes | 6   | 4 | 1 | 1 | 010:500 | +5    | 09:30  |
| 3.  | River Plate               | 6   | 0 | 3 | 3 | 004:800 | −4    | 03:90  |
| 4.  | CSD Colo-Colo             | 6   | 1 | 1 | 4 | 003:100 | −7    | 03:90  |

### Gruppe 2
| Pl. | Verein                  | Sp. | S | U | N | Tore    | Diff. | Punkte |
| --- | ----------------------- | --- | - | - | - | ------- | ----- | ------ |
| 1.  | Nacional Montevideo     | 4   | 2 | 1 | 1 | 006:400 | +2    | 05:30  |
| 2.  | Cruzeiro Belo Horizonte | 4   | 2 | 0 | 2 | 005:600 | −1    | 04:40  |
| 3.  | Peñarol Montevideo      | 4   | 1 | 1 | 2 | 005:600 | −1    | 03:50  |

## Finale

### Hinspiel
| Racing Club                                                           | Racing Club | Nacional Montevideo | Nacional Montevideo |
| --------------------------------------------------------------------- | --- | --- | ------------------- |
| Racing Club                                                           | \| 15. August 1967 in Avellaneda, Argentinien (Estadio Presidente Perón) \| \| Ergebnis: 0:0 \| \| Zuschauer: 99.148[1] \| \| Schiedsrichter: César Orozco ( Peru) \|                                         | \| 15. August 1967 in Avellaneda, Argentinien (Estadio Presidente Perón) \| \| Ergebnis: 0:0 \| \| Zuschauer: 99.148[1] \| \| Schiedsrichter: César Orozco ( Peru) \|                                                                 | Nacional Montevideo |
| Racing Club                                                           | Agustín Cejas, Roberto Perfumo, Rubén Díaz, Oscar Martín, Miguel Mori, Alfio Basile, Jaime Martinoli, Juan Carlos Rulli, Norberto Raffo, Juan José Rodríguez, Humberto Maschio Cheftrainer: Juan José Pizzuti | Rogelio Domínguez, Jorge Manicera, Emilio Walter Álvarez, Luis Ubiña, Julio Montero Castillo, Juan Mujica, Víctor Espárrago, Milton Viera, Célio Taveira Filho, Rubén Héctor Sosa, José Urruzmendi Cheftrainer: Washington Etchamendi | Nacional Montevideo |
| 15. August 1967 in Avellaneda, Argentinien (Estadio Presidente Perón) | | |                     |
| Ergebnis: 0:0                                                         | | |                     |
| Zuschauer: 99.148                                                     | | |                     |
| Schiedsrichter: César Orozco ( Peru)                                  | | |                     |

### Rückspiel
| Nacional Montevideo                                         | Nacional Montevideo | Racing Club | Racing Club |
| ----------------------------------------------------------- | --- | --- | ----------- |
| Nacional Montevideo                                         | \| 25. August 1967 in Montevideo, Uruguay (Estadio Centenario) \| \| Ergebnis: 0:0 \| \| Zuschauer: 60.000 \| \| Schiedsrichter: César Orozco ( Peru) \|                                                                              | \| 25. August 1967 in Montevideo, Uruguay (Estadio Centenario) \| \| Ergebnis: 0:0 \| \| Zuschauer: 60.000 \| \| Schiedsrichter: César Orozco ( Peru) \|                                                                             | Racing Club |
| Nacional Montevideo                                         | Rogelio Domínguez, Jorge Manicera, Emilio Walter Álvarez, Luis Ubiña, Julio Montero Castillo, Juan Mujica, Víctor Espárrago, Milton Viera, Célio Taveira Filho, Rubén Héctor Sosa, José Urruzmendi Cheftrainer: Washington Etchamendi | Agustín Cejas, Roberto Perfumo, Rubén Díaz, Oscar Martín, Miguel Mori, Alfio Basile, João Cardozo (Fernando David Parenti), Juan Carlos Rulli, Juan Carlos Cárdenas, Norberto Raffo, Humberto Maschio Cheftrainer: Juan José Pizzuti | Racing Club |
| 25. August 1967 in Montevideo, Uruguay (Estadio Centenario) | | |             |
| Ergebnis: 0:0                                               | | |             |
| Zuschauer: 60.000                                           | | |             |
| Schiedsrichter: César Orozco ( Peru)                        | | |             |

### Entscheidungsspiel
| Racing Club                                           | Racing Club | Nacional Montevideo | Nacional Montevideo |
| ----------------------------------------------------- | --- | --- | ------------------- |
| Racing Club                                           | \| 29. August 1967 in Santiago, Chile (Estadio Nacional) \| \| Ergebnis: 2:1 (2:0) \| \| Zuschauer: 50.000 \| \| Schiedsrichter: Rodolfo Pérez Osorio ( Paraguay) \|                                                                 | \| 29. August 1967 in Santiago, Chile (Estadio Nacional) \| \| Ergebnis: 2:1 (2:0) \| \| Zuschauer: 50.000 \| \| Schiedsrichter: Rodolfo Pérez Osorio ( Paraguay) \|                                                                                     | Nacional Montevideo |
| Racing Club                                           | Agustín Cejas, Roberto Perfumo, Rubén Díaz, Oscar Martín, Miguel Mori, Alfio Basile, João Cardozo (Fernando David Parenti), Juan Carlos Rulli, Juan Carlos Cárdenas, Norberto Raffo, Humberto Maschio Cheftrainer: Juan José Pizzuti | Rogelio Domínguez, Jorge Manicera, Emilio Walter Álvarez, Luis Ubiña, Julio Montero Castillo, Juan Mujica, José Urruzmendi, Milton Viera, Célio Taveira Filho, Víctor Espárrago, Julio César Morales (Jorge Oyarbide) Cheftrainer: Washington Etchamendi | Nacional Montevideo |
| Racing Club                                           | 1:0 João Cardozo (14.) 2:0 Norberto Raffo (43.) | 2:1 Milton Viera (79.) | Nacional Montevideo |
| 29. August 1967 in Santiago, Chile (Estadio Nacional) | | |                     |
| Ergebnis: 2:1 (2:0)                                   | | |                     |
| Zuschauer: 50.000                                     | | |                     |
| Schiedsrichter: Rodolfo Pérez Osorio ( Paraguay)      | | |                     |